# Mairana
Mairana ist eine Landstadt im Departamento Santa Cruz im südamerikanischen Anden-Staat Bolivien.

## Lage im Nahraum
Mairana ist zentraler Ort des Municipios Mairana in der Provinz Florida. Die Stadt liegt im östlichen Teil der Zentralanden auf einer Höhe von 1330 m in einem langgestreckten Tal zwischen den Ausläufern der Cordillera Oriental, am rechten Ufer des Río Quirusillas.

## Geographie
Mairana liegt im Übergangsbereich zwischen der Anden-Gebirgskette der Cordillera Central im Westen und dem bolivianischen Tiefland im Osten. Das Klima ist wegen der geschützten Tallage weniger heiß und schwül als im nahegelegenen Tiefland.
Die mittlere Durchschnittstemperatur der Region liegt bei 21 °C (siehe Klimadiagramm Mairana) und schwankt nur unwesentlich zwischen 18 °C im Juli und knapp 23 °C von November bis März. Der Jahresniederschlag beträgt etwa 750 mm, bei einer nur schwach ausgeprägten Trockenzeit von Mai bis Juli mit Monatsniederschlägen unter 30 mm, und einer Feuchtezeit von Dezember bis Februar mit 110 bis 120 mm Monatsniederschlag.

## Verkehrsnetz
Mairana liegt in einer Entfernung von 136 Straßenkilometern südwestlich der Departamento-Hauptstadt Santa Cruz.
Durch Mairana führt die 488 Kilometer lange Nationalstraße Ruta 7, die Santa Cruz mit Cochabamba verbindet. Die asphaltierte Ruta 7 führt über La Guardia, La Angostura und Samaipata bis Mairana und dann weiter über Comarapa nach Cochabamba.

## Bevölkerung
Die Einwohnerzahl der Ortschaft ist in den vergangenen beiden Jahrzehnten um mehr als zwei Drittel angestiegen:
| Jahr | Einwohner | Quelle       |
| ---- | --------- | ------------ |
| 1992 | 3060      | Volkszählung |
| 2001 | 3884      | Volkszählung |
| 2012 | 6756      | Volkszählung |
| 2024 |           | Volkszählung |

Die Region weist einen gewissen Anteil an Quechua-Bevölkerung auf, im Municipio Mairana sprechen 24,3 Prozent der Bevölkerung Quechua.